# Обличчя короля
Обличчя короля (кор. 왕의 얼굴) — південнокорейський історичний серіал що транслювався щосереди та щочетверга з 19 листопада 2014 по 5 лютого 2015 року на телеканалі KBS2.

## Сюжет
Кінець XVI століття, при владі в Чосоні знаходиться король Сонджо, але він більш шанує фізіогномістів якими оточив увесь палац ніж державних радників. Його старший син Імхє також не надто розумна людина, натомість молодший Кванхє талановитий у всьому але він син наложниці. Перед загрозою війни з японцями, Сонджо все ж проголошує Кванхє крон-принцом. Але це лише ускладнило становище Кванхє. Наступні 16 років були надто бурхливими; численні змови, боротьба за владу та японська інтервенція, потребували від Кванхє застосування всіх можливих заходів для порятунку країни. Допомагав йому в цьому талант фізіогноміста, що дозволяв оточувати себе лише відданими людьми.

## Акторський склад

### Головні ролі
- Со Ін Гук — у ролі принця Кванхє. Другий син короля Сонджо народжений звичайною наложницею, розумна та талановита людина, через що постійно конфліктував з батьком. Був з дитинства закоханий у Га Хі, але змушений одружитися з іншою.[2]
- Чо Юн Хі — у ролі Кім Га Хі. Донька високопосадовця який впав у немилість короля та був страчений, завжди у всьому допомагала Кванхє.
- Лі Сон Дже[en] — у ролі короля Сонджо. Король який надто переймався фізіогномікою, вважав що усі проблеми в країні через його недосконале обличчя. Він думав що всі проблеми вирішаться самі собою як тільки він одружиться з дівчиною що має особливе лице, здатне виправити його карму.
- Кім Гю Рі[en] — у ролі головної королівської наложниці Кім.
- Сін Сон Рок — у ролі Кім До Чі. Талановитий та амбіційний фізіогномік, який завдяки своєму таланту став впливовим чиновником при дворі короля, забажав сам стати королем але непомірні амбіції до добра його не довели.[3]

### Другорядні ролі
- Ко Вон Хі — у ролі королеви Інмок.
- Ім Чі Ин[en] — у ролі королеви Уїн.
- Кім Хі Чон[en] — у ролі відставленої королеви Ю.[4]
- Пак Чю Хян — у ролі принца Імхє. Старший син короля, який затаїв образу на батька що проголосив крон-принцом Кванхє.
- Ан Сок Хван[en] — у ролі Лі Санхе.
- Чу Чін Мо[en] — у ролі Чон Чхоля
- Лі Бьон Джун[en] — у ролі Кім Кон Ряна.
- Лі Сун Дже[en] — у ролі Пек Кьона.
- Кім Мьон Гон[en] — у ролі евнуха Сона.
- Лі Кі Йон[en] — у ролі Ко Сана.
- Чхве Чхоль Хо[en] — у ролі Чон Йо Ріпа.

## Рейтинги
- Найнижчі рейтинги позначені синім кольором, а найвищі — червоним кольором.

| Серія            | Прем'єра          | Рейтинг        | Рейтинг      | Рейтинг        | Рейтинг     |
| Серія            | Прем'єра          | TNmS Ratings   | TNmS Ratings | AGB Nielsen    | AGB Nielsen |
| Серія            | Прем'єра          | По всій країні | Сеул         | По всій країні | Сеул        |
| ---------------- | ----------------- | -------------- | ------------ | -------------- | ----------- |
| 1                | 19 листопада 2014 | 6,5 %          | 7,2 %        | 7,1 %          | 7,3 %       |
| 2                | 20 листопада 2014 | 5,5 %          | 5,9 %        | 6,1 %          | 5,8 %       |
| 3                | 26 листопада 2014 | 5 %            | 6,2 %        | 6,2 %          | 6,1 %       |
| 4                | 27 листопада 2014 | 5,5 %          | 5,9 %        | 6,2 %          | 6,3 %       |
| 5                | 3 грудня 2014     | 6,3 %          | 7,5 %        | 7,2 %          | 7,3 %       |
| 6                | 4 грудня 2014     | 5,8 %          | 6,5 %        | 6,9 %          | 6,4 %       |
| 7                | 10 грудня 2014    | 5,5 %          | 5,8 %        | 6,2 %          | 6,2 %       |
| 8                | 11 грудня 2014    | 5,7 %          | 6 %          | 7,7 %          | 7,3 %       |
| 9                | 17 грудня 2014    | 5,8 %          | 6,5 %        | 7,1 %          | 7,5 %       |
| 10               | 18 грудня 2014    | 5,9 %          | 7 %          | 6,9 %          | 6,9 %       |
| 11               | 24 грудня 2014    | 5,6 %          | 5,8 %        | 6,5 %          | 6,5 %       |
| 12               | 25 грудня 2014    | 5,8 %          | 6 %          | 7,3 %          | 7,1 %       |
| 13               | 1 січня 2015      | 5,8 %          | 7,8 %        | 7,8 %          | 8,1 %       |
| 14               | 7 січня 2015      | 6,1 %          | 6,6 %        | 7,3 %          | 7,5 %       |
| 15               | 8 січня 2015      | 6,5 %          | 7,3 %        | 6,9 %          | 6,8 %       |
| 16               | 14 січня 2015     | 6,5 %          | 7,1 %        | 7 %            | 7,4 %       |
| 17               | 15 січня 2015     | 6,4 %          | 7,3 %        | 6,5 %          | 6,7 %       |
| 18               | 21 січня 2015     | 7,1 %          | 8,9 %        | 8,2 %          | 8,8 %       |
| 19               | 22 січня 2015     | 6,9 %          | 7,5 %        | 7,8 %          | 8,6 %       |
| 20               | 28 січня 2015     | 7,7 %          | 7,9 %        | 7,6 %          | 8,3 %       |
| 21               | 29 січня 2015     | 7,2 %          | 8,2 %        | 8,5 %          | 9,2 %       |
| 22               | 4 лютого 2015     | 7,3 %          | 8,6 %        | 8,1 %          | 9,1 %       |
| 23               | 5 лютого 2015     | 8,3 %          | 9,8 %        | 9,1 %          | 10 %        |
| Середній рейтинг | Середній рейтинг  | 6,3 %          | 7,1 %        | 7,2 %          | 7,4 %       |

## Звинувачення у плагіаті
У серпні 2014 року одна з південнокорейських кінокомпаній подала позов на Korean Broadcasting System, звинувачуючі KBS у плагіаті їх фільму «Чтець лиць» що вийшов на екрани у 2013 році. На думку позивача їх компанія володіла виключними правами на сценарій та його адаптації, та вимагала від суду заборонити KBS трансляцію серіалу «Обличчя короля». У KBS відкинули звинувачення, наполягаючи що події в драмі відбуваються в іншому історичному періоді з іншими сюжетними лініями ніж у фільмі «Чтець лиць». У листопаді 2014 року суд став на сторону KBS, та дозволив транслювати серіал.

## Нагороди
| Рік  | Нагорода               | Категорія                                                 | Отримувач   | Результат | Примітки    |
| ---- | ---------------------- | --------------------------------------------------------- | ----------- | --------- | ----------- |
| 2014 | 28-ма Премія KBS драма | Нагорода за майстерність (актор середньотривалої драми)   | Со Ін Гук   | Номінація | [ 8 ] [ 9 ] |
| 2014 | 28-ма Премія KBS драма | Нагорода за майстерність (акторка середньотривалої драми) | Чо Юн Хі    | Номінація | [ 8 ] [ 9 ] |
| 2014 | 28-ма Премія KBS драма | Кращий актор другого плану                                | Сін Сон Рок | Перемога  | [ 8 ] [ 9 ] |
| 2014 | 28-ма Премія KBS драма | Кращий новий актор                                        | Со Ін Гук   | Перемога  | [ 8 ] [ 9 ] |